# Clytocerus balkanicus
Clytocerus balkanicus är en tvåvingeart som beskrevs av Vaillant 1983. Clytocerus balkanicus ingår i släktet Clytocerus och familjen fjärilsmyggor.
Artens utbredningsområde är Grekland. Inga underarter finns listade i Catalogue of Life.